# Geodia lindgreni
Geodia lindgreni är en svampdjursart som först beskrevs av Lendenfeld.  Geodia lindgreni ingår i släktet Geodia och familjen Geodiidae. Inga underarter finns listade i Catalogue of Life.